# 山口正介
山口 正介（やまぐち しょうすけ、1950年10月29日 - ）は、日本の作家、エッセイスト。

## 来歴
山口瞳の長男として東京都に生まれる。桐朋中学校・高等学校を経て桐朋学園短期大学演劇科卒。
舞台演出家ののち、映画評論、小説、父母の思い出などを書く。

## 著書
- 『アメリカの親戚』講談社、1989
- 『机上の映写機』話の特集、1989
- 『都会の都合』集英社、1993
- 『道化師は笑わない』新潮社、1993
- 『麻布新堀竹谷町』講談社、1994
- 『プラント・ハンターは殺さない』新潮社、1995
- 『ぼくの父はこうして死んだ 男性自身外伝』新潮社、1996
- 『親子三人』新潮社、1997
- 『山口瞳の行きつけの店』ランダムハウス講談社、2007、同・文庫 2008
- 『江分利満家の崩壊』新潮社、2012
- 『正太郎の粋　瞳の洒脱』講談社文庫、2013
- 『父・山口瞳自身　息子が語る家族ヒストリー』小学館、2020

編纂
- 『池波正太郎の映画日記 1978.2～1984.12』編　講談社文庫、1995
- 『たまにはリゾート気分 気ままな欧州・アジアの旅』文・写真、あすか書房、1997